# Episcada sylpha
Episcada sylpha är en fjärilsart som beskrevs av Richard Haensch 1905. Episcada sylpha ingår i släktet Episcada och familjen praktfjärilar. Inga underarter finns listade i Catalogue of Life.

## Bildgalleri

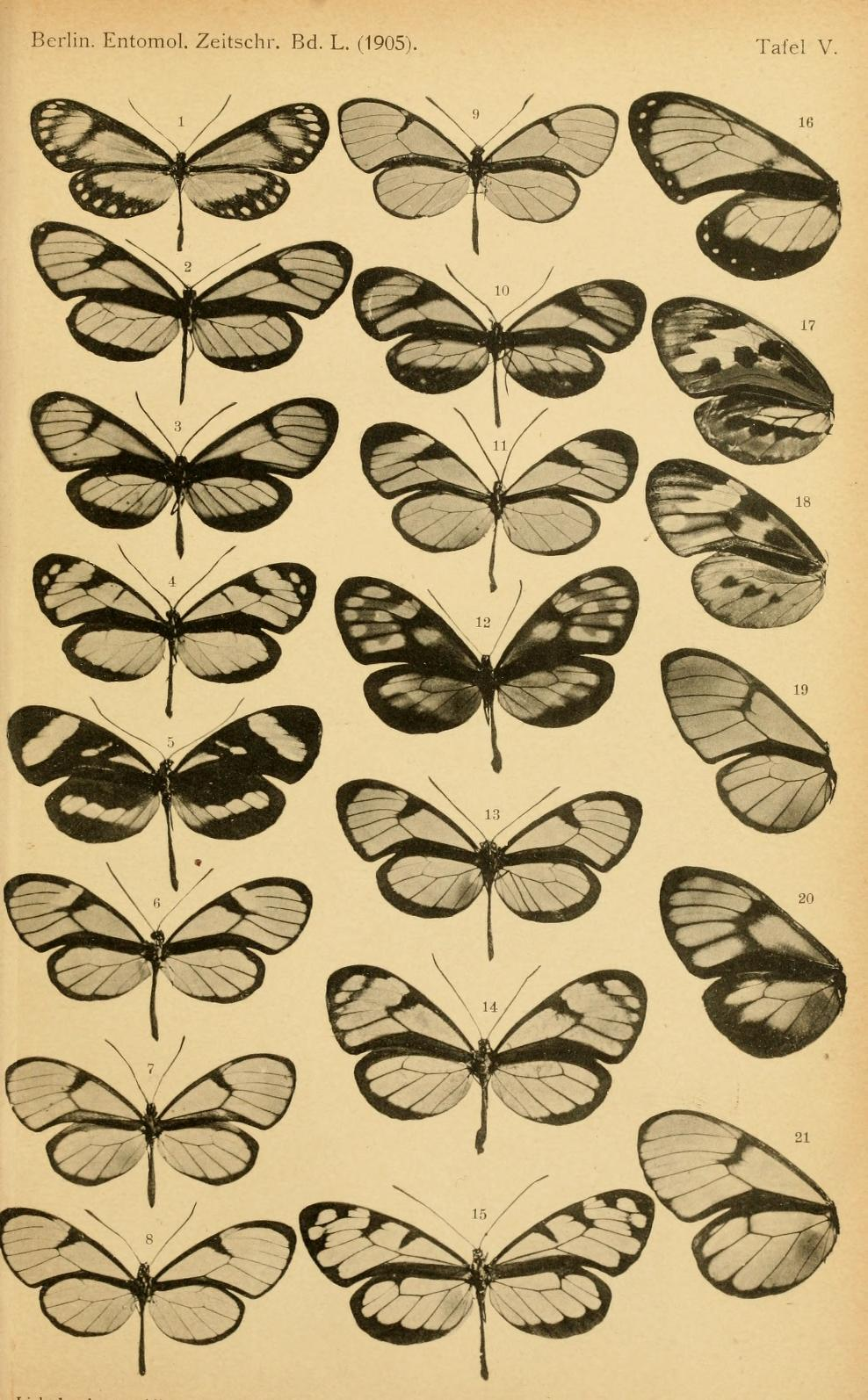